# Птицечовка
Птицечовката (Ornithorhynchus anatinus) е малък плаващ бозайник. Ендемит на територията на Австралия, който се среща само в източната част на континента. Тя е един от четирите оцелели представители на разред Еднопроходни. Видовете от този разред са единствените бозайници, които дават потомство, като снасят яйца. Птицечовката е единственият оцелял представител на семейство Птицечовкови (Ornithorhynchidae) и на рода Птицечовки (Ornithorhynchus). Намерени са обаче фосили на близки нейни роднини, като някои от тях са класифицирани в род Птицечовки (Ornithorhynchus). Отровна, снасяща яйца и с човка, тя е смятана за един от най-странните видове бозайници.

## Общи сведения
Имат човка и снасят яйца. Яйцепроводите, семепроводите и пикочопроводите завършват в клоака. Хранят малките си с мляко, но млечните им жлези нямат сукални зърна. Гъстата кафява космена покривка не пропуска вода и обхваща почти цялото тяло без човката и краката. Тя им помага да издържат на ниската температура на водата. Човката не е като на птиците, а е сравнително мека и чувствителна. Живеят около 10 – 15 години. Дължината на тялото е 60 см, като мъжките са малко по-големи от женските. От тези 60 см около 15 см се падат на лопатовидната опашка. Мъжките тежат около 2 кг, а женските 1 кг. Въпреки еднаквата дължина, мъжките са два пъти по-тежки от женските. Имат по пет пръста на всеки крак, които са свързани с плавателна ципа. Хранят се главно с червеи, гъсеници и ларви. Във водата птицечовката е в стихията си. Подобно на видрата и бобъра, тя показва невероятно изящни движения при плуване. На сушата обаче е тромава и трудноподвижна. Мъжките имат шип на задните крака с парализираща отрова.

## Местообитание
Обитават речните крайбрежия в планините. Жилището е разположено в стръмните брегове, а главният вход се намира под повърхността на водата. Рядко излизат над повърхността на водата, снасят яйцата си по речните брегове. Женската снася 1 – 2 яйца, по-рядко: 3 яйца.